# Coexistence
《Coexistence》는 2004년 10월 12일에 발매한 임재범의 5집 음반이다. 공존(Coexistence)이라는 제목으로 다시 컴백, 작사와 작곡을 최남욱과 함께 했으며 음반에서는 다양한 장르(록, 소울, 팝, 보사노바)를 들을 수 있다. 가사도 보면 알겠지만 여유와 관록이 감지되는 음반이다. 가사 내용을 자세히 보면, 말 그대로 사람과 사람 사이의 공존에 관한 이야기가 거의 대부분이다. 타이틀에 맞게 하나부터 열까지 모든 곡이 공존이라는 주제와 어울러지는 음반이다.

## 배경
타이틀곡인 〈새장을 열다〉는 임재범식 소울 풍의 창법과 정제된 톤의 보컬이 들어간 노래로서 채색된, 깊어가는 가을에 걸맞은 잔잔한 발라드 곡이다. 하지만 임재범의 데뷔가 시나위였던 것처럼 그의 음악의 기조는 록이기 때문에 록에 기반을 두고서 만들어진 곡이다. 또한 이라크 전쟁을 비판한 〈총을 내려라〉, 환경 오염의 심각성을 이야기하는 〈Six Chapter〉, 부질없는 욕심에 대해 노래하는 〈사람과 사람들〉 등에서 강렬한 록 사운드를 들을 수 있다.
특히 이번 음반에서는 그의 새로운 시도도 엿볼 수 있다. 비록 한 곡이기는 하지만 보사노바 풍의 〈백만번째 환생〉과 〈Key〉에 삽입된 시타연주, 뉴에이지 풍의 〈Seaside〉, 피아노 반주로만 노래하는 음반의 마지막 트랙 〈살아야지 (Piano Ver.)〉는 굉장히 인상적이다.
이런 의미에서 임재범의 5집 음반 《Coexistence》는 록으로 회귀함과 더불어 새로운 시도들이 혼재하는 임재범 다운 음반이라 할 수 있다.

## 수록곡
- 전체 작곡: 임재범, 최남욱

| #            | 제목                      | 작사         | 편곡         | 재생 시간 |
| ------------ | ------------------------- | ------------ | ------------ | --------- |
| 1.           | 〈살아야지〉              | 채정은       | 박인영       | 4:00      |
| 2.           | 〈백만번째 환생〉         | 채정은       | 김경         | 3:48      |
| 3.           | 〈안〉 (安)               | 채정은       | 신응준       | 3:02      |
| 4.           | 〈안 (安) Epilogue〉      |              | 신응준       | 1:11      |
| 5.           | 〈아낌없이 주는 나무〉    | 하해룡       | 신응준       | 3:54      |
| 6.           | 〈총을 내려라〉           | 채정은       | 신응준       | 4:41      |
| 7.           | 〈새장을 열다〉           | 채정은       | 신응준       | 4:48      |
| 8.           | 〈Six Chapter〉           | 임재범       | 신응준       | 4:36      |
| 9.           | 〈Key〉                   | 임재범       | 신응준       | 3:49      |
| 10.          | 〈사람과 사람들〉         | 임재범       | 신응준       | 3:54      |
| 11.          | 〈Seaside〉               | 하해룡       | 신응준       | 4:20      |
| 12.          | 〈살아야지〉 (Piano Ver.) | 채정은       | 신응준       | 3:43      |
| 총 재생 시간 | 총 재생 시간              | 총 재생 시간 | 총 재생 시간 | 45:46     |